# Grästaggspringmöss
Grästaggspringmöss (Liomys) är ett släkte av däggdjur. Liomys ingår i familjen påsmöss.
Enligt en studie från 2007 är släktet parafyletiskt. Arterna infogas i nyare verk i släktet skogstaggspringmöss (Heteromys).

## Utseende
Dessa påsmöss har styva hår som liknar taggar och bara några få mjuka hår i pälsen. Pälsen på ryggen kan vara grå, brun, rödbrun eller svart och ibland finns en orange längsgående strimma på ryggen. Buken är vit och även svansen är uppdelat i en mörk ovansida och en ljus undersida. Kroppslängden (huvud och bål) är mellan 10 och 14 cm och svansen är lika lång eller något längre. Vikten är bara 35 till 50 gram.

## Utbredning och habitat
Arterna förekommer i södra Nordamerika och i Centralamerika från Texas till Panama. Habitatet utgörs allmänt av torra gräsmarker och skogar men ibland uppsöker individerna fuktiga skogar.

## Ekologi
Grästaggspringmöss bygger underjordiska bon men ingången gömd mellan rötter eller bakom stenar. De vilar på dagen och letar på natten efter föda som utgörs av frön och örter. Individerna lever ensam och är utanför parningstiden aggressiva mot varandra.
I varma regioner kan honor para sig hela året, annars är parningstiden kortare. Efter dräktigheten som varar 24 till 28 dagar föder honan i genomsnitt fyra ungar, två till åtta ungar per kull är möjlig. Ungarna blir tidigast efter tre månader könsmogna men de flesta parar sig vid slutet av första levnadsåret.
Liomys spectabilis som har ett begränsat utbredningsområde listas av IUCN på grund av skogsavverkningar som starkt hotad (EN), alla andra arter klassificeras som livskraftiga (LC).

## Systematik
Arter enligt Catalogue of Life och Wilson & Reeder (2005):
- Liomys adspersus
- Liomys irroratus
- Liomys pictus
- Liomys salvini
- Liomys spectabilis